# 聶智
聶智（1396年—？），字志節，江西南昌府豐城縣人，民籍。明朝政治人物。進士出身。

## 生平
正統三年（1438年）戊午科順天府鄉試第四名。正統四年（1439年）己未科會試第二十七名，殿試登進士第三甲第十九名。任東陽縣知縣。

## 家族
曾祖聶隆膺。祖父聶子勝。父亲聶孔惠。